# Insanity and Genius
Insanity and Genius — третій студійний альбом німецького павер-метал-гурту Gamma Ray, що вийшов в 1993 році.

## Список композицій
| №  | Назва                 | Тривалість | Автор музики            | Автор тексту    |
| -- | --------------------- | ---------- | ----------------------- | --------------- |
| 1  | Tribute To The Past   | 5:04       | Хансен, Рубах           | Хансен          |
| 2  | No Return             | 4:06       | Хансен                  | Хансен          |
| 3  | Last Before The Storm | 4:28       | Хансен                  | Хансен          |
| 4  | The Cave Principle    | 6:51       | Хансен                  | Хансен          |
| 5  | Future Madhouse       | 4:07       | Хансен                  | Хансен, Шіперс  |
| 6  | Gamma Ray             | 5:20       | Бруно Френцель          | Бруно Френцель  |
| 7  | Insanity And Genius   | 4:30       | Рубах                   | Нак             |
| 8  | 18 Years              | 5:23       | Шіперс, Шлехтер         | Шіперс          |
| 9  | Your Tørn Is Over     | 3:52       | Шлехтер                 | Шлехтер         |
| 10 | Heal Me               | 7:32       | Шлехтер                 | Хансен, Шлехтер |
| 11 | Brothers              | 5:14       | Шлехтер, Шіперс, Хансен | Шіперс, Хансен  |

## Виконавці
- Ральф Шіперс — вокал (1-8, 11);
- Кай Хансен — гітара, вокал (10);
- Дірк Шлехтер — гітара, клавішні, вокал (9);
- Ян Рубах — бас-гітара;
- Томас Нак — ударні.

Запрошені музиканти
- Sascha Paeth — додаткові клавішні.